# 陸普
陸普（육보）は、朝鮮氏族の沃川陸氏の始祖である。
中国浙江省の出身であり、新羅敬順王の時に、唐の使臣として朝鮮に帰化、敬順王の府馬となり、管城君（現在の沃川郡）に封ぜられた。